# Émile Dard
Pour les articles homonymes, voir Dard.
Émile Laurent Joseph Dard, né le 25 décembre 1871 à Lorient et mort le 12 avril 1947 à Paris, est un diplomate français, ainsi qu'un historien de la Révolution française et du Premier Empire. Il repose au cimetière du Père Lachaise (2ème division), à Paris.

## Biographie

### Jeunesse et études
Fils du général Laurent Dard, il suit ses études au lycée Louis-le-Grand, sort licencié en droit et lauréat de la faculté de droit de Paris en 1891, puis diplômé de l'École libre des sciences politiques en 1894,.

### Parcours professionnel
Administrateur adjoint de 1896 à 1897 auprès de Hippolyte Laroche, résident général à Madagascar, il est attaché à la légation française de La Haye puis à l’ambassade de France près le Saint-Siège en 1898.
Il est successivement secrétaire parlementaire de Théophile Delcassé de 1900 à 1906, et membre des cabinets de Maurice Rouvier puis de Léon Bourgeois. Il est secrétaire de la Commission pour la révision du code civil.
En 1908, il est nommé secrétaire d’ambassade au Japon, puis en mission officielle en Indochine et en Corée.
Après une mission diplomatique à Vienne de 1909 à 1911, il est nommé chargé d’affaires à Belgrade en 1911, premier secrétaire d’ambassade à Copenhague en 1915, chargé d’affaires à Oslo en 1917 et conseiller d’ambassade à Madrid de 1918 à 1920.
Chargé en tant que ministre plénipotentiaire de rétablir la légation de France à Munich, où il est reçu par Gustav von Kahr en 1920, il y est nommé ambassadeur. Il passe ensuite ambassadeur à Sofia de 1925 à 1927, puis à Belgrade de 1927 à 1932.
Il est par la suite nommé représentant du prince de Monaco auprès du Pape.
Chef du service des Archives du ministère des Affaires étrangères, il est appelé à la présidence de la Commission des archives diplomatiques en 1946 par le ministre.
Il est élu membre de l'Académie des sciences morales et politiques en 1944 et président de la Société de l'histoire de France.

## Publications
- Choderlos de Laclos (1904), prix Bordin de l’Académie française en 1905
- Un Acteur caché du drame révolutionnaire. Le Général Choderlos de Laclos, auteur des « Liaisons dangereuses », 1741-1803, d'après des documents inédits (1905). Réédition : Slatkine, Genève, 1971.
- Un Épicurien sous la Terreur, Hérault de Séchelles (1759-1794), d'après des documents inédits (1907)
- Napoléon et Talleyrand (1935), rééd. Fallois (2017), prix Thérouanne de l’Académie française en 1936
- Bonaparte et Fersen (1938)
- Dans l'entourage de l'Empereur (1940), prix Thérouanne de l’Académie française en 1941
- Albert Sorel (1942)
- Un rival de Fersen : Quintin Craufurd (1947). Réédition : Flammarion, Paris, 2001.
- Un confident de l'Empereur, le comte de Narbonne, 1755-1813 (1943), grand prix Gobert de l’Académie française en 1944
- La succession du Premier Consul et de l'Empereur (1944)
- La Chute de la royauté (1949)
- Le Duc de Reichstadt

## Distinctions
- Commandeur de la Légion d'honneur (13 mars 1928)[5]

## Sources
- P. Rain, Émile Dard, historien, Paris, 1947
- Marcel Dunan, Notice sur la vie et les travaux d'Emile Dard (1871-1947)", Publications de l'Institut de France, 1951
- André Chaumeix, Émile Dard (1871-1947), 1951
- Jean Leclant, Institut de France, le second siècle, 1895-1995